# Zygmunt Ernest Denhoff
Zygmunt Ernest Denhoff († 1655) war Tafelvorschneider der polnischen Königin und Starost von Bromberg.

## Familie
Fürst Zygmunt Ernest Denhoff entstammte der Familie Dönhoff und war ein Sohn des Fürsten Kaspar Dönhoff († 1648) und Anna Aleksandra Koniecpolska († 1651). Er war vermählt mit Fürstin Anna Teresa Ossolińska, einer Tochter des Fürsten Jerzy Ossoliński († 1650) und der Izabella Daniłowicz. Aus der Ehe gingen vier Söhne, u. a. Fürst Jerzy Albrecht Denhoff († 1702), hervor.

## Leben
Denhoff war Rittmeister der Hussaria, von 1650 bis 1654 Tafelvorschneider und Vertrauter der Königin sowie Starost von Bromberg, Wieluń, Sokal, Boleslawski, Bohusławski, Klonowski, Schloss Lais in Livland und Dźwinogrodzki.